# Torreilles
Torreilles – miejscowość i gmina we Francji, w regionie Oksytania, w departamencie Pireneje Wschodnie. Pomiędzy Torreilles i Le Barcarès rzeka Agly uchodzi do Morza Śródziemnego. 
Według danych na rok 1990 gminę zamieszkiwało 1775 osób, a gęstość zaludnienia wynosiła 104 osoby/km² (wśród 1545 gmin Langwedocji-Roussillon Torreilles plasuje się na 212. miejscu pod względem liczby ludności, natomiast pod względem powierzchni na miejscu 465.). 